# 楊玉銜
杨玉衔（1886年—1944年），廣東香山縣隆镇申明亭人，字懿生，清朝政治人物、舉人出身。
光緒二十七年，辛丑补行庚子恩科第三十七名，光緒三十年甲辰考取内阁中书，以办学有功，加内阁侍读，衔署广西归顺直隶州知州。宣統元年，补授广西镇安府知府。入民国后，1914年，任广东揭阳县长，因与驻扎在揭阳的段祺瑞部产生冲突，愤而弃官从文，师从朱祖谋。